# Mary Miles Minter
Mary Miles Minter (Shreveport, 25 de abril de 1902 – Santa Mônica, 4 de agosto de 1984) foi uma atriz estadunidense, ativa durante a era do cinema mudo, entre os anos de 1912 e 1923.
Em 1922, Minter envolveu-se em um escândalo sobre a morte do diretor William Desmond Taylor, por quem ela confessou seu amor. Embora boatos tenham implicado sua mãe, a ex-atriz Charlotte Shelby, como a assassina, a reputação de Minter foi manchada, e ela abandonou a carreira em 1923.

## Biografia
Maru nasceu em Shreveport, na Luisiana, em 1902. Era a mais nova das duas filhas de J. Homer Reilly e Lily Pearl Miles, depois conhecida como Charlotte Shelby, grande atriz da Broadway. Sua irmã mais velha era Margaret Reilly, que depois se tornaria a atriz Margaret Shelby. Aos 5 anos, acompanhou sua irmã, Margaret, em uma audição, já que não havia babá disponível. Foi notada pelo diretor e recebeu seu primeiro papel. Começou sua carreira nos palcos e frequentemente foi contratada, chamando a atenção por seu talento e beleza. A fim de evitar problemas com trabalho infantil enquanto Mary atuava em uma peça em Chicago, em 1912, Charlotte conseguiu uma certidão de nascimento de sua falecida sobrinha da Lousiana, e Juliet tornou-se Mary Miles Minter.
Em sua estreia nas telas, no qual ela foi mencionada como Juliet Shelby ela atuou no drama The Nurse (1912). A partir daí seu novo nome artístico foi utilizado e Minter estreou no papel de Viola Drayton, no drama The Fairy and the Waif (1915). A carreira de Minter cresceu rapidamente. Ela especializou-se em interpretar jovens recatadas. Com suas feições fotogênicas, olhos azuis e cabelo louro cacheado, ela imitou e depois rivalizou com Mary Pickford.
Seu primeiro filme com o diretor William Desmond Taylor foi “Anne of Freen Gables” (1919), que foi bem recebido e Taylor promoveu Minter a estrela. De acordo com Minter, estabeleceu-se entre eles uma relação romântica. Entretanto, Minter, (que cresceu sem um pai) disse que Taylor tinha reservas desde o início e posteriormente rompeu o romance, mencionando os 30 anos de diferença entre eles. Outras pessoas que conheceram Taylor e Minter disseram que ele nunca retribuiu seus sentimentos.

## Escândalo
Em 1 de fevereiro de 1922, Taylor foi assassinado em sua casa em Los Angeles. O escândalo que se seguiu, logo após o caso Roscoe “Fatty” Arbucke de 1921, e o subsequente julgamento de Arbuckle, foi objeto de grande especulação da imprensa. Os jornais noticiaram que cartas de amor codificadas escritas por Minter foram encontradas na casa de Taylor após sua morte (posteriormente descobriu-se terem sido escritas três anos antes, em 1919). Minter estava no auge de seu sucesso, tendo estrelado mais de 50 filmes, e as revelações dos jornais sobre a garota de 20 anos relacionada ao diretor assassinado de 49 anos foi causa de um escândalo sensacionalista.
Havia vários suspeitos (incluindo a mãe de Minter, Charlotte Shelby) na longa investigação do assassinato de Taylor. Em 1936, Minter anunciou publicamente ao jornal Los Angeles Examiner: 
| “ | Agora exijo que eu seja processada pelo assassinato cometido 15 anos atrás, ou completamente liberada. Se o Promotor tem qualquer evidência, deve processar. Caso não tenha, devo ser liberada. Minha reputação foi manchada. | ” |

O assassinato de Taylor nunca foi esclarecido.

## Fim de carreira
Minter fez mais quatro filmes pela Paramount, sendo o último “The Trail of the Lonesome Pine” (1923). Quando o estúdio não renovou seu contrato, ela recebeu várias outras propostas, mas declinou todas, dizendo que nunca foi feliz como atriz.

## Vida pessoal
No final de 1922, vários meses após a morte de Taylor, Minter começou um relacionamento com um crítico de cinema Louis Sherwin, que no passado havia sido casado com a atriz Maude Fealy. Em 1957, Minter se casou com o incorporador de imóveis Brandon O. Hildebrandt (1898–1965). Eles permaneceram casados até a morte de Hilldebrandt em 1965.

## Últimos anos
Minter revelou que era feliz sem sua carreira cinematográfica. Posteriormente ela declarou seu amor por Taylor por toda sua vida. Seu dinheiro foi investido em imóveis em Los Angeles e aparentemente viveu uma vida em relativo conforto e prosperidade.
Em 1981, ela foi brutalmente espancada durante um assalto a sua casa, no qual mais de US$ 300 mil em antiguidades, porcelanas e joias foram levados. Uma ex-cuidadora e outras três pessoas foram acusadas da tentativa de assassinato e assalto. A polícia a descreveu como uma senhora frágil e as pessoas se surpreendiam ao saber que ela um dia foi uma estrela de cinema.

## Morte
Mary Miles Minter morreu em 4 de agosto de 1984, aos 82 anos, vítima de um AVC em Santa Mônica. Ela foi cremada e suas cinzas atiradas ao mar. Por sua contribuição ao cinema, tem uma estrela na Calçada da Fama no número 1724 da Vine Street, em Hollywood.

## Legado
Como é frequente no cinema mudo, muito do trabalho de Minter foi perdido. Dos seus 53 filmes, aproximadamente uma dúzia hoje existem.

## Filmografia

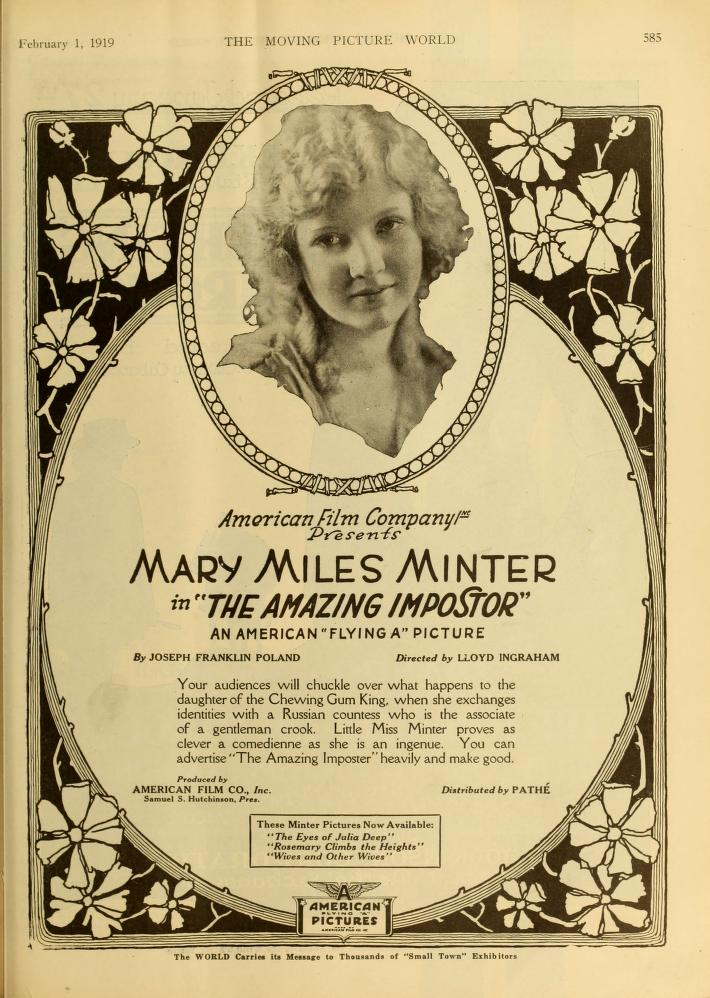
The Amazing Impostor (1919)

| Ano  | Título                         | Personagem                      | Notas                        |
| ---- | ------------------------------ | ------------------------------- | ---------------------------- |
| 1912 | The Nurse                      | A criança                       | Creditado como Juliet Shelby |
| 1915 | The Fairy and the Waif         | Viola Drayton, the Fairy        |                              |
| 1915 | Always in the Way              | Dorothy North                   | Filme perdido                |
| 1915 | Emmy of Stork's Nest           | Emmy Garrett                    | Filme perdido                |
| 1915 | Barbara Frietchie (1915 film)  | Bárbara, neta da Sra. Frietchie | Filme perdido                |
| 1916 | Rose of the Alley              | Nell Drogan                     |                              |
| 1916 | Dimples                        | Dimples                         |                              |
| 1916 | Lovely Mary                    | Mary Lane                       | Filme perdido                |
| 1916 | Youth's Endearing Charm        | Mary Wade                       |                              |
| 1916 | Dulcie's Adventure             | Dulcie                          | Filme perdido                |
| 1916 | Faith                          | Faith                           |                              |
| 1916 | A Dream or Two Ago             | Millicent Hawthorne             |                              |
| 1916 | The Innocence of Lizette       | Lizette                         |                              |
| 1917 | The Gentle Intruder            | Sylvia                          |                              |
| 1917 | Environment                    | Liz Simpkins                    | Filme perdido                |
| 1917 | Annie-for-Spite                | Annie Johnson                   | Filme perdido                |
| 1917 | Periwinkle                     | Periwinkle                      | Filme perdido                |
| 1917 | Melissa of the Hills           | Melissa Stark                   | Filme perdido                |
| 1917 | Somewhere in America           | Rose Dorgan                     |                              |
| 1917 | Charity Castle                 | Charity                         | Filme perdido                |
| 1917 | Her Country's Call             | Jess Slocum                     | Filme perdido                |
| 1917 | Peggy Leads the Way            | Peggy Manners                   |                              |
| 1917 | The Mate of the Sally Ann      | Sally                           | Filme perdido                |
| 1918 | Beauty and the Rogue           | Roberta Lee                     | Filme perdido                |
| 1918 | Powers That Prey               | Sylvia Grant                    | Filme perdido                |
| 1918 | A Bit of Jade                  | Phyllis King                    | Filme perdido                |
| 1918 | Social Briars                  | Iris Lee                        | Filme perdido                |
| 1918 | The Ghost of Rosy Taylor       | Rhoda Eldridge Sayles           |                              |
| 1918 | The Eyes of Julia Deep         | Julia Deep                      |                              |
| 1918 | Rosemary Climbs the Heights    | Rosemary Van Voort              |                              |
| 1918 | Wives and Other Wives          | Robin Challoner                 | Filme perdido                |
| 1919 | The Amazing Impostor           | Joan Hope                       | Filme perdido                |
| 1919 | The Intrusion of Isabel        | Isabel Trevor                   | Filme perdido                |
| 1919 | A Bachelor's Wife              | Mary O'Rourke                   | Filme perdido                |
| 1919 | Yvonne from Paris              | Yvonne Halbert                  | Filme perdido                |
| 1919 | Anne of Green Gables           | Anne Shirley                    | Filme perdido                |
| 1920 | Judy of Rogue's Harbor         | Judy                            | Filme perdido                |
| 1920 | Nurse Marjorie                 | Lady Marjorie Killonan          |                              |
| 1920 | Jenny Be Good                  | Jenny Riano                     | Filme perdido                |
| 1920 | A Cumberland Romance           | Easter Hicks                    |                              |
| 1920 | Sweet Lavender                 | Lavender                        | Filme perdido                |
| 1920 | Eyes of the Heart              | Laura                           | Filme perdido                |
| 1921 | All Soul's Eve                 | Alice Heath/Nora O'Hallahan     | Filme perdido                |
| 1921 | The Little Clown               | Pat                             |                              |
| 1921 | Don't Call Me Little Girl      | Jerry                           | Filme perdido                |
| 1921 | Moonlight and Honeysuckle      | Judith Baldwin                  | Filme perdido                |
| 1921 | Her Winning Way                | Ann Annington                   | Filme perdido                |
| 1922 | Tillie                         | Tillie Getz                     | Filme perdido                |
| 1922 | The Heart Specialist           | Rosalie Beckwith                | Filme perdido                |
| 1922 | South of Suva                  | Phyllis Latimer                 | Filme perdido                |
| 1922 | The Cowboy and the Lady        | Jessica Westoon                 | Filme perdido                |
| 1923 | Drums of Fate                  | Carol Dolliver                  | Filme perdido                |
| 1923 | The Trail of the Lonesome Pine | June Tolliver                   | Filme perdido                |